# 성숙성
성숙성(Ripeness)은 미국법상 재판가능성의 개념중 하나로 사건이나 쟁송이 사법심사가 될 만큼 성숙했는지 여부이다. 성숙성 원칙은 권고의견 금지 원칙과는 구별된다.

## 같이 보기
- 재판가능성